# Jacksonville Cyclones
Jacksonville Cyclones is een voormalig Amerikaans voetbalclub uit Jacksonville (Florida). De club bestond van 1995 tot 1999. Van 1995 tot 1996 heette de club de Tampa Bay Cyclones.

## Belangrijke spelers
Belangrijke spelers van Jacksonville Cyclones waren: David Winner (keeper) en Junior (middenvelder).

## Uitslagen
| Jaar | Divisie | Competitie          | Stand               | Playoffs            | Open Cup            |
| ---- | ------- | ------------------- | ------------------- | ------------------- | ------------------- |
| 1995 | 3       | USISL Pro League    | 1ste, Zuidoost      | Halve finale        | Eerste ronde        |
| 1996 | 3       | USISL Select League | 4e, Zuid Atlantisch | Niet gekwalificeerd | Laatste 16          |
| 1997 | 2       | USISL A-League      | 6e, Atlantisch      | Niet gekwalificeerd | Laatste 16          |
| 1998 | 2       | USISL A-League      | 5e, Atlantisch      | Niet gekwalificeerd | Niet gekwalificeerd |
| 1999 | 2       | USL A-League        | 4e, Atlantisch      | Niet gekwalificeerd | Derde ronde         |